# Делор, Матиас
Матиас Делор-Книпер (нидерл. Mathias Delorge-Knieper; род. 31 июля 2004, Синт-Трёйден, Фламандский регион) — бельгийский футболист, полузащитник клуба «Гент».

## Клубная карьера
Делор — воспитанник клуба «Сент-Трюйден». 10 апреля 2022 года в матче против льежского «Стандарда» он дебютировал в Жюпиле лиге. 20 августа 2023 года в поединке против «Гента» Матиас забил свой первый гол за «Сент-Трюйден». 